# 瀝川往事
瀝川往事（Lichuan's Past, 2009）是施定柔創作的都市愛情小說，

## 版本
2008年起在晋江文学城連載。
2009年，簡體第一版，黃山書社。
2010年，繁體第一版，上下冊，臺灣藍襪子出版社。
2013年，簡體第二版，上下冊，浙江文藝出版社。
2013年，越南語版，上下冊，越南南方圖書出版。
2017年，簡體第三版，上下冊，浙江文藝出版社。

## 有聲書改編
2013年，由萊兮演播的《瀝川往事》有聲書在喜馬拉雅網發布。

## 電視劇改編
2016年7月，由上海拓樂影視文化傳媒出品，周恬製作，施定柔編劇的電視連續劇“遇見王瀝川”由安徽衛視、樂視視頻、廣西衛視、臺灣八大電視、新加坡HUB都會臺等陸續播出。豆瓣評分：8.4，成為豆瓣網2016年評分最高的大陸電視劇（Top 4 ).